# 三次元量床

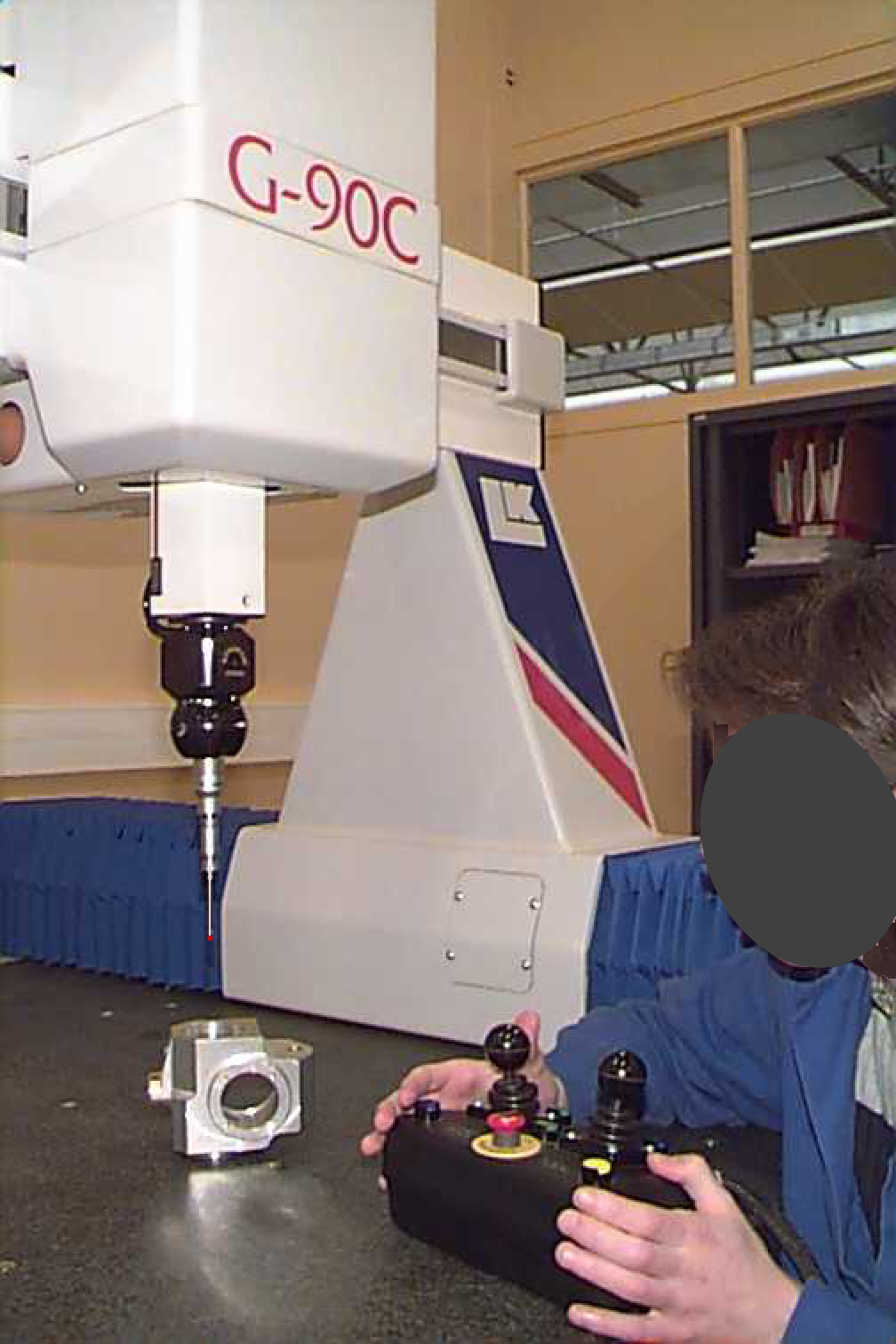
一台三次元量床

三坐标测量仪，又稱為三次元量測儀，由英文"Coordinate Measuring Machine"而來，簡稱"CMM"。是通過探針與物體表面上的離散點測量出被量測對象的幾何形狀的裝置。CMM中有各種不同類型的探針，包括機械式，光學式，雷射式等等。根據機器，探頭位置可以由操作員手動控制，或者可以由電腦控制。CMM通常根據其在笛卡爾坐標系中的參考位置（XYZ軸）來指定探針的位置。除了沿X，Y和Z軸移動探頭之外，許多機器還允許控制探頭角度以允許測量難以到達的表面。

## 原理

三次元量床的量測

任何形状都是由空间点组成的，所有的几何量测量都可以归结为空间点的测量，因此精确的进行空间点坐标的采集，是评定任何几何形状的基础。
三次元的基本原理是将被测零件表面的点在空间三个坐标位置的数值，将这点的坐标数值经过计算机数据处理，拟合形成测量元素，如圆、球、圆柱、圆锥、曲面等，经过数学计算的方法得出其形状、位置公差及其他几何量数据。
在测量技术上，光栅尺及以后的容栅、磁栅、激光干涉仪的出现，革命性的把尺寸信息数字化，不但可以进新数字显示，而且为几何量测量的计算机处理，进而用于控制打下基础。

## 用途
對物體進行三維幾何量測，多用於航空製造業、汽車製造業及精密零件製造業。

## 控制語法
之前為各家CMM生產廠商獨立發展，近年來在國際電腦輔助製造協會（CAM-I）的整合下，逐漸以DMIS（Dimensional Measuring Interface Standard）語法為主流。
但由於各家廠商產品需求及特色不一，因此目前呈現"以DMIS為主軸，各自發展具額外功能之獨立產品"的混亂情況。